# Anaxipha tatei
Anaxipha tatei är en insektsart som beskrevs av Morgan Hebard 1924. Anaxipha tatei ingår i släktet Anaxipha och familjen syrsor. Inga underarter finns listade i Catalogue of Life.